# Schlieperblock

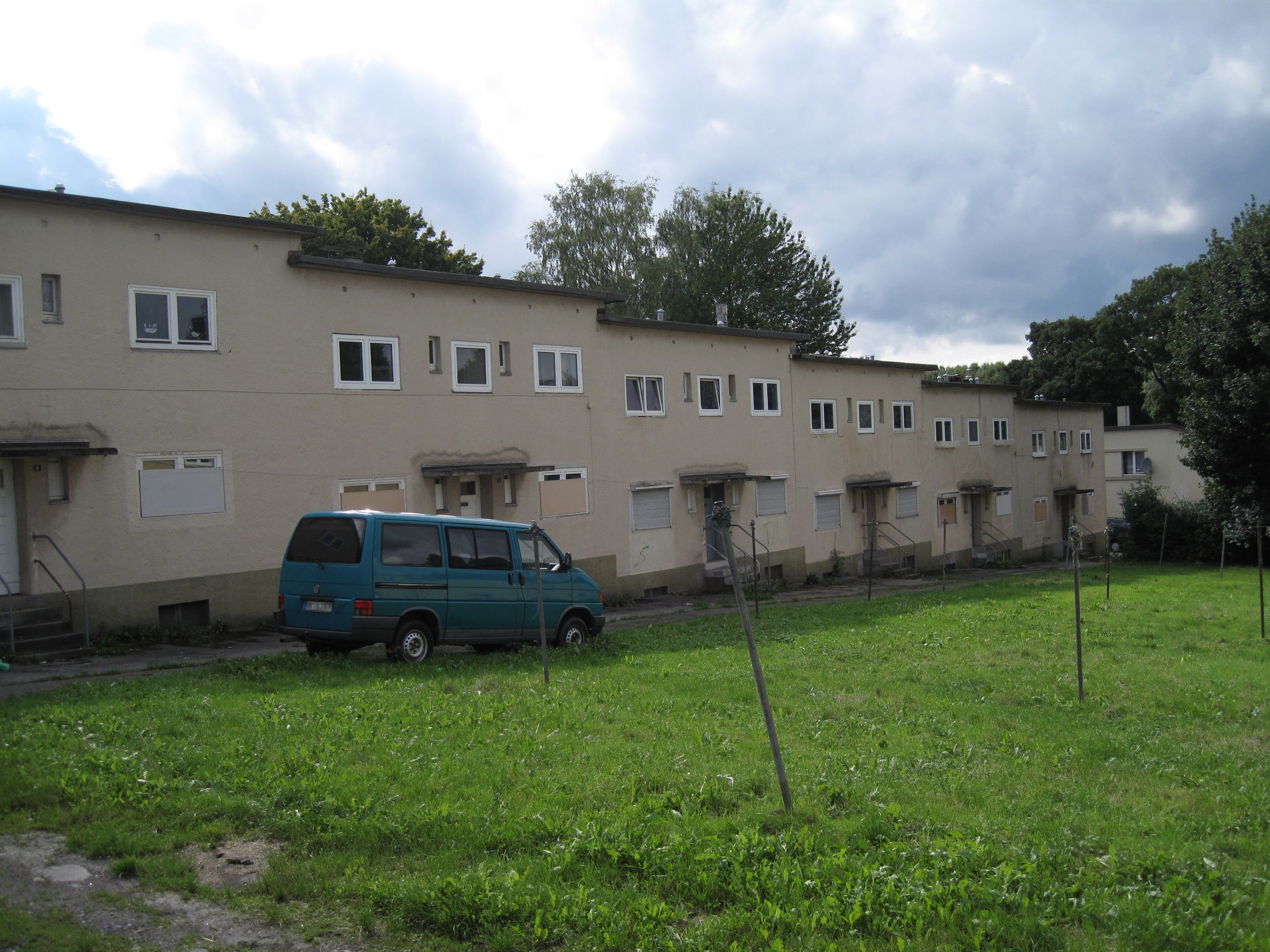
Gebäude am Drosselweg im Jahr 2010

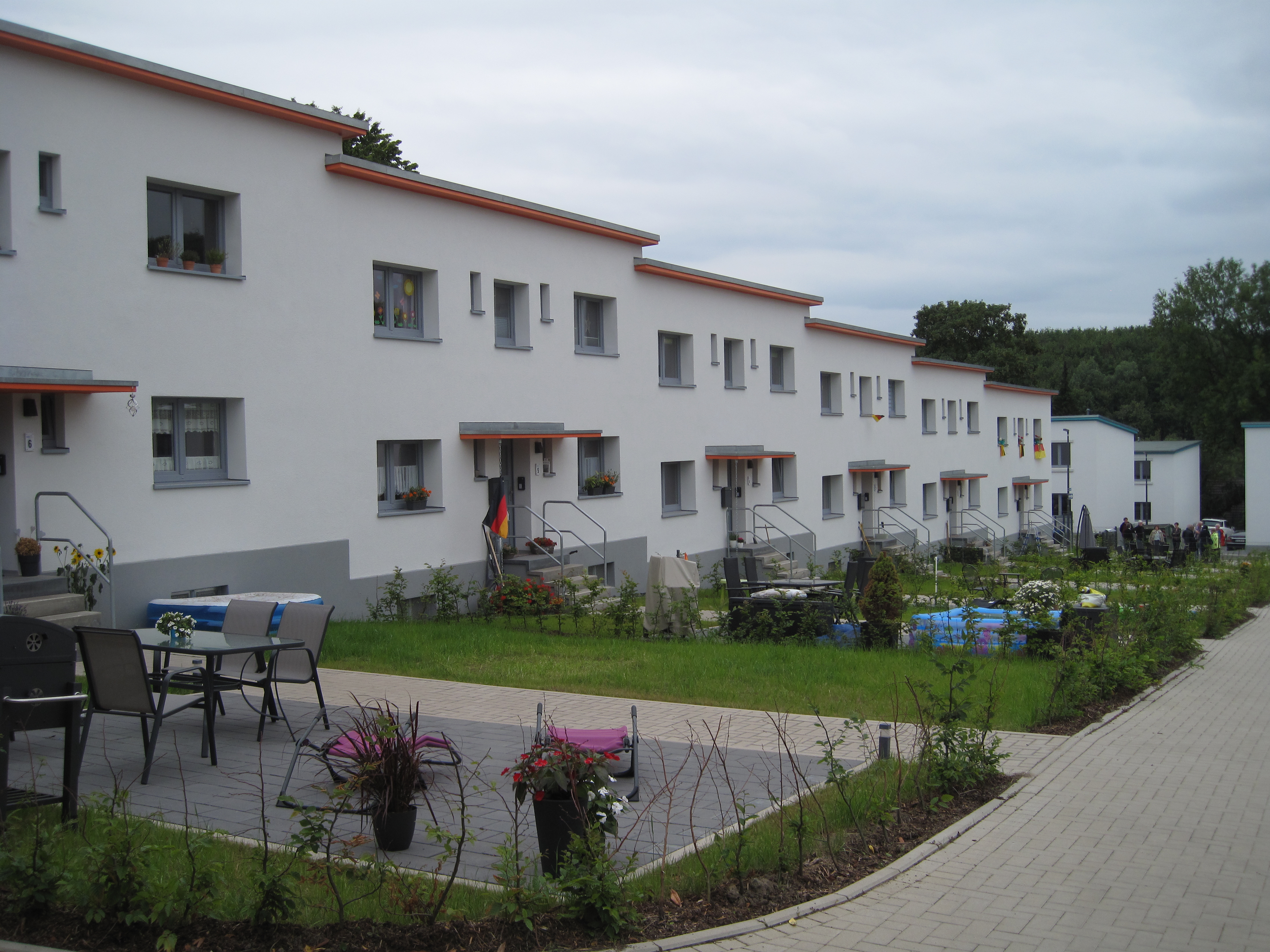
Gebäude am Drosselweg im Jahr 2018 nach der Sanierung

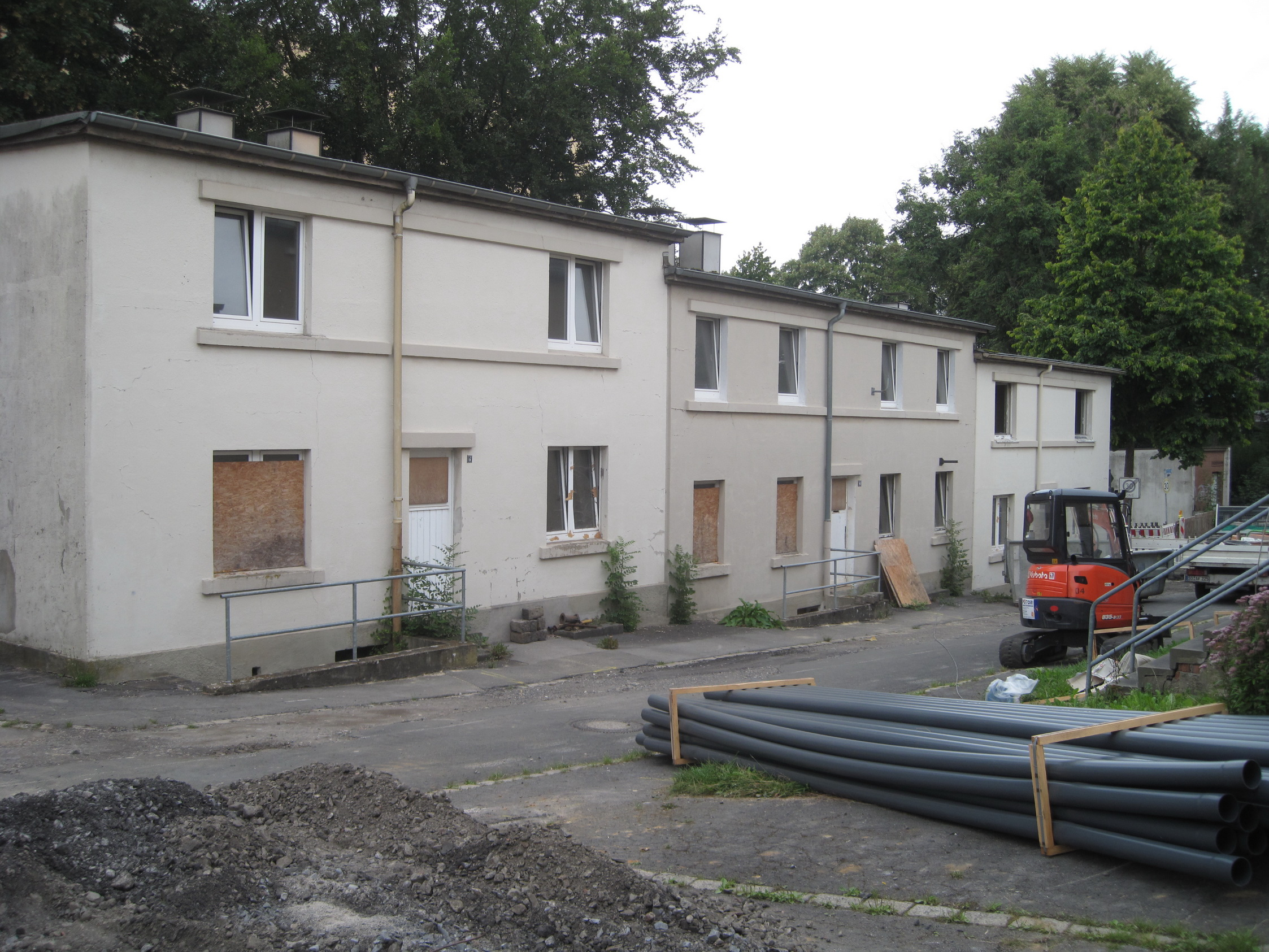
Sanierungsarbeiten im August 2016 am Meisenweg

Der Schlieperblock ist eine Wohnsiedlung in Iserlohn. Sie entstand in drei Bauabschnitten ab dem Jahr 1928 im Rahmen des städtischen Notwohnungsbaus für Erwerbslose. Der Baustil orientiert sich an der Moderne der 1920er Jahre. Es wird angenommen, dass bei der Errichtung der Siedlung die Architektur und die soziale Ökonomie des Neuen Bauens Einfluss hatten.
Der Schlieperbock wurde am 4. August 2011 nach dem DSchG NRW durch die Stadt Iserlohn als Denkmal unter Schutz gestellt und in die Liste der Baudenkmäler unter laufender Nummer 230 eingetragen.
Architekt der über mehrere Straßen hinweg errichteten Wohnsiedlung war der im Bauamt der Stadt Iserlohn tätige Theodor Hennemann (* 21. Januar 1901 in Darmstadt; † 3. März 1988 in Heidelberg). Die Siedlung entstand in drei Bauabschnitten von 1928 bis 1930, 1930 bis 1932 und im Jahr 1936. Von 1950 bis 1952 erfolgte eine Erweiterung der Anlage um ein Ladenlokal mit Wohnung und einen Anbau am Ende einer Häuserzeile.
Um 1941 gingen die städtischen Notwohnungen in das Eigentum der Iserlohner Gemeinnützigen Wohnungsgesellschaft (IGW) über. Von Beginn an war die Iserlohner Siedlung ein sozialer Brennpunkt. Dies änderte sich in den nachfolgenden Jahren nicht. Aufgrund der anhaltend negativen Außenwirkung des Schlieperblocks zog die IGW die Siedlung frei und beantragte im Jahr 2010 ihren Abriss. Einige Iserlohner Bürger setzten sich für die Erhaltung der Siedlung als Denkmal ein. Mitte 2011 wurde der Schlieperblock bis auf das Versorgungsgebäude mit Wohnung und den Anbau an der Häuserzeile Ankerstraße unter Denkmalschutz gestellt. Im April 2016 erhielt die IGW die Baugenehmigung für die grundlegende Sanierung des Denkmalensembles und den Abriss der nicht unter Denkmalschutz stehenden Gebäude.
Der Name „Schlieperblock“ leitet sich vom damaligen Straßennamen Schlieperstraße ab. Diese Straße heißt heute Ankerstraße.